# Epitoxis albicincta
Epitoxis albicincta là một loài bướm đêm thuộc phân họ Arctiinae, họ Erebidae.